# Dorka (obwód wołogodzki)
Dorka (ros. Дорка) – wieś w Rosji, w rejonie czerepowieckim obwodu wołogodzkiego. W 2010 liczyła 11 mieszkańców.